# 河原隆正
河原 隆正（かわら たかまさ）は、戦国時代の武士。真田氏の家臣。

## 略歴
海野棟綱や真田氏の譜代の家老であった。「一徳斎御事蹟稿」によれば、妹・恭雲院が真田氏の当主・真田幸隆に嫁しており、五人の子息がいる。
天正3年（1575年）5月21日の長篠の戦いでは嫡男・宮内助、次男・新十郎、三男・常田永則が戦死している。長篠の戦いでは真田氏当主・真田信綱も戦死し、幸隆の三男・昌幸が当主となる。「河原家文書」によれば、同年10月17日には真田郷における町屋敷・年貢は信綱から宮内助に宛行われたことを主張し、当主となった昌幸から安堵を得ている。
隆正の没後に家督は四男・綱家が継承している。

## 関連作品
- 『風林火山』（2007年、NHK大河ドラマ、演：河西健司）